# Burning Our Bed
Burning Our Bed è una power ballad del cantante statunitense Alice Cooper, estratta dall'album Hey Stoopid. È stata pubblicata come singolo solo in alcuni paesi, mentre nel resto del mondo venne usata come lato B di Feed My Frankenstein.

## Tracce
7" Single Epic 657691-7
1. Burning Our Bed – 4:34
2. School's Out (Live) – 4:20

CD-Single Epic 657691-2
1. Burning Our Bed – 4:34
2. School's Out (Live) – 4:20
3. Love's a Loaded Gun (Live) – 4:02

## Formazione
- Alice Cooper – voce
- Stef Burns – chitarra
- Joe Satriani – chitarra
- Hugh McDonald – basso
- John Webster – tastiere
- Mickey Curry – batteria